# محمود خلیق رضوی
محمود خلیق رضوی دونده نیمه‌استفامت اهل ایران بود. از افتخارات وی می‌توان به کسب مدال طلا دو ۱۵۰۰ متر و مدال نقره دو ۸۰۰ متر مردان در بازی‌های آسیایی ۱۹۵۸ اشاره کرد.
پس از بازی‌های آسیایی رقابتی بین ورزشکاران دو و میدانی ایران و ترکیه برگزار شد که در ابتدا خلیق رضوی به دلیل آماده نبودن از شرکت در مسابقه امتناع کرد اما به دلیل اصرار مسوولان وی مجبور به شرکت در مسابقه شد که با چهارمی وی همراه بود پس از آن وی با محرومیت مواجه شد و از ایران به اتریش رفت.